# Kurganinsky (huyện)
Huyện Kurganinsky (tiếng Nga: ? райо́н) là một huyện hành chính tự quản (raion), của Vùng Krasnodar, Nga. Huyện có diện tích 1576 km², dân số thời điểm ngày 1 tháng 1 năm 2000 là 108600 người. Trung tâm của huyện đóng ở Kurganinsk.